# Joan Hispà
Joan Hispà o Joan d'Espanya, Iohannes Hispanus (Regne de Lleó?, 1123 - Cartoixa de Reposoir, Savoia, 25 de juny de 1160) fou un monjo cartoixà, fundador de la branca femenina de l'orde, les monges cartoixanes. És venerat com a beat per l'Església catòlica.

## Vida
Havia nascut en 1123, potser a Almazán (Castella) Als tretze anys marxa de casa seva i arriba a Arle, on estudia; orientat per un monjo basilià, ingressa a l'Orde de la Cartoixa i entra a la cartoixa de Montrieux, on serà sagristà i prior entre 1146 i 1149. Hi mitigà els dejunis i permeté parlar en algunes circumstàncies, a més de restaurar-ne l'edifici i ocupar-se de la formació intel·lectual dels monjos.
Va redactar una regla de vida per a les monges de Prébayon, les Consuetudines, seguint les directrius cartoixanes, esdevenint així el fundador de la branca femenina de l'orde. Arran d'uns conflictes amb un noble local, va haver de marxar a la Grande Chartreuse, on conegué sant Antelm. Amb ell i altres germans, va fundar a la Savoia la cartoixa de Reposoir (anomenada per la pau del lloc, que el feia un repositorium o lloc de repòs de l'ànima) en 1151-52, essent-ne el primer prior.
Hi morí el 25 de juny de 1160. Fou sebollit al cementiri del monestir, i per voluntat seva entre dos pastors que havien mort en una allau.

## Veneració
El seu cos fou exhumat pel bisbe Charles-Auguste de Sales el 8 de setembre de 1649; les relíquies, col·locades en un reliquiari van passar a la cartoixa femenina de Beauregard el 1926 i el 1978, en traslladar-se aquesta, a Notre-Dame de Reillanne (Reillanne, Alps d'Alta Provença).
Fou beatificat el 14 de juliol de 1864 per Pius IX.